# Юзес, Луи де Крюссоль
Луи де Крюссоль (фр. Louis de Crussol; 1668 — 29 июля 1693, Неервинден), герцог д'Юзес — французский офицер, первый светский пэр Франции.

## Биография
Сын Эмманюэля II де Крюссоля, герцога д'Юзеса, и Мари-Жюли де Сен-Мор.
Первоначально известный как маркиз де Крюссоль, затем как граф д'Юзес, патентом от 20 октября 1683 набрал роту кавалерии для полка Гриньяна. Служил добровольцем при осаде Люксембурга в 1684 году.
Полковник пехотного полка Крюссоля после отставки своего отца (24.04.1687). Служил добровольцем при осадах Филиппсбурга, Мангейма и Франкенталя (1688), командовал своим полком в Германии в 1689—1691 годах, при осаде Намюра и битве при Стенкерке в 1692-м. В том же году 1 июля наследовал отцу как герцог д'Юзес, а 10 декабря был назначен на место отца губернатором Сентонжа и Ангумуа, и отдельно губернатором города и замка Ангулема.
Бригадир (30.03.1693), в том же году был убит в битве при Неервиндене. Был холост.